# Šum
Šum é uma vila localizada no município de Struga, na República da Macedônia do Norte.